# Centre de promotion de la sécurité
Le centre de promotion de la sécurité de la Japan Airlines (日本航空安全啓発センター, Nihon Kōkū Anzai Keihatsu Sentā) est un musée et centre éducatif géré par la Japan Airlines afin de promouvoir la sécurité aérienne. Il est situé au deuxième étage du Daini Sogo Building (第二綜合ビル, Daini Sōgō Biru) dans l'enceinte de l'aéroport international de Tokyo-Haneda à Ōta, Tokyo, Japon,. Le centre précise que son installation est à cinq minutes à pied de la gare de Seibijō du monorail de Tokyo.
Un des principaux objectifs du Centre de promotion de la sécurité est d'établir une sensibilisation à la sécurité parmi le personnel du Groupe JAL. Les principales expositions du centre expliquent les événements qui ont mené à l'accident du Boeing 747 du vol 123 Japan Airlines.

## Histoire
Le 12 août 1985, le vol 123 Japan Airlines, un vol de l'aéroport international de Tokyo (officieusement appelé l'aéroport d'Haneda) à l'aéroport international d'Osaka (également appelé l'aéroport d'Itami), s'est écrasé sur le mont Takamagahara. L'accident est le plus meurtrier impliquant un seul avion. Le crash est finalement attribué à une mauvaise réparation de la cloison arrière quelques années plus tôt, ce qui conduit à une défaillance structurale catastrophique
Un comité extérieur composé de cinq experts de la sécurité est créé par la Japan Airlines en 2005 et présidé par Kunio Yanagida, un écrivain bien connu spécialisé dans la recherche scientifique, l'aviation, et les thèmes associés à la gestion de crise. Le panel recommande la création du centre.
Le centre a ouvert le 24 avril 2006. Yutaka Kanasaki en est le directeur. L'un des principaux objectifs du centre est d'établir une sensibilisation à la sécurité des employés de la Japan Airlines.

## Expositions
L'épave de la partie arrière du fuselage, la  boîte noire, les journaux de l'accident, et des photographies du site du crash sont exposés au centre. L'avion ne s'est pas écrasé immédiatement, laissant le temps aux passagers de rédiger des lettres d'adieu. Certaines de ces lettres sont également exposées. Le centre présente également des expositions sur d'autres accidents de la Japan Airlines, ainsi que d'autres accidents historiques de l'aviation. Le centre occupe 622 m2 de surface au sol.

## Influence de l'exposition US FLT 1549 «Miracle sur l'Hudson»
La présentation offerte par le centre d'autres accidents historiques de l'aviation depuis le crash du JAL 123 a inspité les efforts du Carolinas Aviation Museum pour récupérer et présenter l'épave de l'Airbus A-320 du vol 1549 US Airways, que le capitaine Sullenberger a posé sur le fleuve Hudson à New York, le 15 janvier 2009.